# 布良斯克校园枪击案
2023年12月7日，俄罗斯布良斯克州布良斯克市的一所学校发生大规模枪击事件，造成一人死亡、五人受伤。枪手阿丽娜·阿法纳斯金娜在行凶后自杀身亡。

## 枪击
莫斯科时间9时15分，市应急服务接到报警消息称，布良斯克第五文理中学发生枪击案。
嫌疑人阿丽娜·阿法纳斯金娜将父亲的Bekas-3猎枪藏在了管状物内，并将匕首藏在右靴后步行前往学校。
她在四楼的生物教室开枪射击，造成了包括枪手在内的两人死亡、五人受伤，其中一名伤者伤势严重，其余伤势中等。事件发生后，校方迅速疏散了在校学生，并安排他们各自回家。
阿法纳斯金娜有一位双胞胎姐姐，事发时在同一间教室内。两人在事发当天一同前往学校，但根据调查员判断，姐姐可能并不知晓阿丽娜的计划。

## 调查
此次枪击案的实施者阿丽娜·德米特里耶夫娜·阿法纳斯金娜（俄语：Алина Дмитриевна Афанаскина，出生于2009年7月17日）案发时14岁，是第五文理中学的八年级学生。据俄罗斯联邦侦查委员会根据《俄罗斯联邦刑法典》第105条第2款的立案调查，阿法纳斯金娜自小学起便遭到校园欺凌，并与布良斯克文理中学的学生发生过矛盾。
据国家杜马代表亚历山大·欣施泰因（俄语：Александр Хинштейн）透露，在案发现场的嫌疑人随身物品中发现了背包、一盒弹药及便条，其中写道“必须和朋友见面”。
俄罗斯总统儿童权利事务专员玛丽亚·利沃娃-别洛娃（俄语：Мария Львова-Белова）已介入调查并对案件进行监督。
阿法纳斯金娜的父亲因涉嫌违反《俄罗斯联邦刑法典》第224.2条被拘留。根据相关法律，他可能面临最多两年的矫正劳动、最多480小时的强制劳动或最多两年监禁。此外，据《刑法》第110条，他还被控煽动自杀罪。
12月9日，枪击案发生地——第五文理中学的副校长拉丽萨·卡托里科娃（俄语：Лариса Католікова）被逮捕。根据《俄罗斯联邦刑法典》第293条第3款，她被指控过失导致至少两人死亡。